# Amanda Carter
Amanda Carter (* 1. Oktober 1976), verheiratete Amanda Chapman, ist eine neuseeländische Badmintonspielerin. 

## Karriere
Amanda Carter belegte bei den Auckland International 1995 Rang drei im Damendoppel mit Nicole Gordon. Drei Jahre später wurde sie in der gleichen Disziplin Zweite. 1994 und 1998 nahm sie an den Commonwealth Games teil.

## Sportliche Erfolge
| Saison | Veranstaltung          | Disziplin   | Platz | Name                             |
| ------ | ---------------------- | ----------- | ----- | -------------------------------- |
| 1995   | Auckland International | Damendoppel | 3     | Amanda Carter / Nicole Gordon    |
| 1998   | Auckland International | Damendoppel | 2     | Amanda Carter / Sheree Jefferson |
| 1998   | Commonwealth Games     | Dameneinzel | 9     | Amanda Carter                    |

## Referenzen
- http://bwf.tournamentsoftware.com/profile/matches.aspx?id=25AF6FED-3DC1-452C-BB47-B934357A569D

| Personendaten    | Personendaten                      |
| ---------------- | ---------------------------------- |
| NAME             | Carter, Amanda                     |
| ALTERNATIVNAMEN  | Chapman, Amanda                    |
| KURZBESCHREIBUNG | neuseeländische Badmintonspielerin |
| GEBURTSDATUM     | 1. Oktober 1976                    |